# Renia centralis
Renia centralis är en fjärilsart som beskrevs av Augustus Radcliffe Grote 1872. Renia centralis ingår i släktet Renia och familjen nattflyn. Inga underarter finns listade.